# Harry Hillel Wellington
Harry Hillel Wellington (* 1926; † 8. August 2011 in New York City) war ein US-amerikanischer Rechtswissenschaftler.
Wellington studierte Rechtswissenschaften und erwarb 1947 den Bachelor an der University of Pennsylvania. Anschließend studierte er in Harvard. Er lehrte viele Jahre an der Stanford Law School. Ab 1956 war er als Hochschullehrer an der Yale Law School tätig. Wellington war von 1975 bis 1980 Dekan der Yale Law School und von 1992 bis 2000 Dekan der New York Law School. Er war Mitglied der American Academy of Arts and Sciences.

## Publikationen
- 1957: Contracts and Contract Remedies with Harold Shepherd
- 1957: Legislative Purpose and the Judicial Process: The Lincoln Mills Case (gemeinschaftlich mit Alexander Bickel)
- 1965: The role of law in the prevention and settlement of major labor disputes and in the terms of settlement: A preliminary report
- 1968: Labour and the Legal Process
- 1969: The limits of collective bargaining in public employment
- 1972: Unions and the Cities (Studies of unionism in government) (gemeinschaftlich mit Ralph K. Winter)
- 1981: The nature of judicial review (The Cardozo lecture)
- 1983: Labor Law with Clyde W. Summers and Alan Hyde
- 1986: The Least Dangerous Branch: Supreme Court at the Bar of Politics (gemeinschaftlich mit Alexander Bickel)
- 1990: Interpreting the Constitution: The Supreme Court and the Process of Adjudication

## Einzelnachweis
1. ↑  Todesnachricht

| Personendaten    | Personendaten                           |
| ---------------- | --------------------------------------- |
| NAME             | Wellington, Harry Hillel                |
| ALTERNATIVNAMEN  | Wellington, Harry Hill                  |
| KURZBESCHREIBUNG | US-amerikanischer Rechtswissenschaftler |
| GEBURTSDATUM     | 1926                                    |
| STERBEDATUM      | 8. August 2011                          |
| STERBEORT        | New York City                           |